# 日本人のノーベル賞受賞者
日本人のノーベル賞受賞者（にほんじんのノーベルしょうじゅしょうしゃ）では、ノーベル賞を受賞した日本人と日本の団体の一覧を掲載する。なお、受賞対象となった研究成果を上げた時には日本国籍を有していたものの受賞時点で日本国籍のない受賞者や、受賞を逃した人物、日本にゆかりのある受賞者等も併せて掲載する。

## 概要
第二次世界大戦終戦後、未だ戦後占領期にあった1949年11月3日（文化の日）、日本人として初めて湯川秀樹が授賞した。広島原爆投下および長崎原爆投下からわずか4年余りしか経ってないにもかかわらず、原子力爆弾の基本理論に近しい素粒子理論である「中間子理論」を授賞理由とした湯川は敗戦直後の日本国民に受け入れられ、国民に大いに自信を与えたという。
1901年から始まり2024年に至るノーベル賞の歴史の中で、日本は非欧米諸国の中で最も多い29名と1団体の受賞者を輩出しており、このうち4名が受賞時点で外国籍を取得していた。21世紀に入ってからでは、自然科学部門の国別で日本は米国に続く世界第2位のノーベル賞受賞者数となっている。ただし、ノーベル経済学賞を受賞した日本人はおらず、また女性や複数回にわたってノーベル賞を受賞した日本人・団体もいない。
受賞者の多くが大学教授などの研究者である中、1973年に民間企業 (IBM) の技術者であった江崎玲於奈が物理学賞を受賞。2002年に民間企業（島津製作所）の技術者であった田中耕一が化学賞を受賞。2014年に青色LEDの開発で赤﨑勇、天野浩と共に物理学賞を受賞した中村修二も、民間企業（日亜化学工業）在籍時の高輝度青色LEDの発明・実用化が理由となった。2019年には民間企業（旭化成）に在籍している吉野彰がリチウムイオンバッテリーの開発で化学賞を受賞した。
2024年には日本原水爆被害者団体協議会が団体としては初めて平和賞を受賞した。
| 部門 ＼ 出身・国籍 | 日本出身で 日本国籍 | 日本の 受賞団体 | 日本出身で 外国籍 | 日本関連地出身で 外国籍 | 合計 |
| ------------------ | ------------------- | --------------- | ----------------- | ----------------------- | ---- |
| 物理学賞           | 9                   | -               | 3                 | -                       | 12   |
| 化学賞             | 8                   | -               | -                 | 2                       | 10   |
| 生理学・医学賞     | 5                   | -               | -                 | -                       | 5    |
| 文学賞             | 2                   | -               | 1                 | -                       | 3    |
| 平和賞             | 1                   | 1               | -                 | -                       | 2    |
| 経済学賞           | －                  | -               | -                 | -                       | 0    |
| 合計               | 25                  | 1               | 4                 | 2                       | 32   |

各年毎の日本国籍/団体、および、日本関連の外国籍の授賞者数（2024年時点）
（合計：25+6名　1団体）
- 物理学賞（9+3名）
- 化学賞（8+2名）
- 生理学・医学賞（5+0名）
- 文学賞（2+1名）
- 平和賞（1+0名 1団体）
- 経済学賞（0+0名）

## 受賞時点で日本国籍の受賞者
現職などは各受賞者の記事を参照。

### 物理学賞
| 受賞年 | 名前／受賞者の貢献度 | 名前／受賞者の貢献度                                                   | 学歴／受賞理由                                                                   |
| ------ | -------------------- | ---------------------------------------------------------------------- | -------------------------------------------------------------------------------- |
| 1949年 |                      | 湯川秀樹                                                               | 京都帝国大学理学部卒、理学博士（大阪帝国大学）                                   |
| 1949年 | 1/1                  | 中間子の存在の予想。                                                   |                                                                                  |
| 1965年 |                      | 朝永振一郎                                                             | 京都帝国大学理学部卒、理学博士（東京帝国大学）                                   |
| 1965年 | 1/3                  | 量子電気力学分野での基礎的研究。                                       |                                                                                  |
| 1973年 |                      | 江崎玲於奈                                                             | 東京帝国大学理学部卒、理学博士（東京大学）                                       |
| 1973年 | 1/4                  | 半導体におけるトンネル効果の実験的発見。                               |                                                                                  |
| 2002年 |                      | 小柴昌俊                                                               | 東京大学理学部卒、ロチェスター大学大学博士課程修了 (Ph.D.)、理学博士（東京大学） |
| 2002年 | 1/4                  | 天体物理学、特に宇宙ニュートリノの検出に対するパイオニア的貢献。       |                                                                                  |
| 2008年 |                      | 小林誠                                                                 | 名古屋大学理学部卒、理学博士（名古屋大学）                                       |
| 2008年 | 1/4                  | 小林・益川理論とCP対称性の破れの起源の発見による素粒子物理学への貢献。 |                                                                                  |
| 2008年 |                      | 益川敏英                                                               | 名古屋大学理学部卒、理学博士（名古屋大学）                                       |
| 2008年 | 1/4                  | 小林・益川理論とCP対称性の破れの起源の発見による素粒子物理学への貢献。 |                                                                                  |
| 2014年 |                      | 赤﨑勇                                                                 | 京都大学理学部卒、工学博士（名古屋大学）                                         |
| 2014年 | 1/3                  | 高輝度で省電力の白色光源を可能にした青色発光ダイオードの発明。         |                                                                                  |
| 2014年 |                      | 天野浩                                                                 | 名古屋大学工学部卒、工学博士（名古屋大学）                                       |
| 2014年 | 1/3                  | 高輝度で省電力の白色光源を可能にした青色発光ダイオードの発明。         |                                                                                  |
| 2015年 |                      | 梶田隆章                                                               | 埼玉大学理学部卒、理学博士（東京大学）                                           |
| 2015年 | 1/2                  | ニュートリノが質量を持つことを示すニュートリノ振動の発見               |                                                                                  |

### 化学賞
| 受賞年 | 名前／受賞者の貢献度 | 名前／受賞者の貢献度                                | 学歴／受賞理由                                           |
| ------ | -------------------- | --------------------------------------------------- | -------------------------------------------------------- |
| 1981年 |                      | 福井謙一                                            | 京都帝国大学工学部卒、工学博士（京都大学）               |
| 1981年 | 1/2                  | 化学反応過程の理論的研究。                          |                                                          |
| 2000年 |                      | 白川英樹                                            | 東京工業大学理工学部卒、工学博士（東京工業大学）         |
| 2000年 | 1/3                  | 導電性高分子の発見と発展。                          |                                                          |
| 2001年 |                      | 野依良治                                            | 京都大学工学部卒、工学博士（京都大学）                   |
| 2001年 | 1/4                  | キラル触媒による不斉反応の研究。                    |                                                          |
| 2002年 |                      | 田中耕一                                            | 東北大学工学部卒、工学士（東北大学）                     |
| 2002年 | 1/4                  | 生体高分子の同定および構造解析のための手法の開発。  |                                                          |
| 2008年 |                      | 下村脩                                              | 旧制長崎医科大学附属薬学専門部卒、理学博士（名古屋大学） |
| 2008年 | 1/3                  | 緑色蛍光タンパク質 (GFP) の発見と生命科学への貢献。 |                                                          |
| 2010年 |                      | 根岸英一                                            | 東京大学工学部卒、ペンシルベニア大学博士課程修了 (Ph.D.) |
| 2010年 | 1/3                  | クロスカップリングの開発。                          |                                                          |
| 2010年 |                      | 鈴木章                                              | 北海道大学理学部卒、理学博士（北海道大学）               |
| 2010年 | 1/3                  | クロスカップリングの開発。                          |                                                          |
| 2019年 |                      | 吉野彰                                              | 京都大学工学部卒、工学博士（大阪大学）                   |
| 2019年 | 1/3                  | リチウムイオン二次電池の開発。                      |                                                          |

### 生理学・医学賞
| 受賞年 | 名前／受賞者の貢献度 | 名前／受賞者の貢献度                                                     | 学歴／受賞理由                                                                                               |
| ------ | -------------------- | ------------------------------------------------------------------------ | --- |
| 1987年 |                      | 利根川進                                                                 | 京都大学理学部卒、カリフォルニア大学サンディエゴ校博士課程修了 (Ph.D.)                                       |
| 1987年 | 1/1                  | 多様な抗体を生成する遺伝的原理の解明。                                   | |
| 2012年 |                      | 山中伸弥                                                                 | 神戸大学医学部卒、大阪市立大学大学院医学研究科博士課程修了、博士（医学）（大阪市立大学）                     |
| 2012年 | 1/2                  | 様々な細胞に成長できる能力を持つiPS細胞の作製。                          | |
| 2015年 |                      | 大村智                                                                   | 山梨大学学芸学部卒、東京理科大学大学院理学研究科修士課程修了、薬学博士（東京大学）、理学博士（東京理科大学） |
| 2015年 | 1/4                  | 線虫の寄生によって引き起こされる感染症に対する新たな治療法に関する発見。 | |
| 2016年 |                      | 大隅良典                                                                 | 東京大学教養学部卒、東京大学大学院理学系研究科博士課程単位取得満期退学、理学博士（東京大学）                 |
| 2016年 | 1/1                  | オートファジーの仕組みの解明。                                           | |
| 2018年 |                      | 本庶佑                                                                   | 京都大学医学部卒、医学博士（京都大学）                                                                       |
| 2018年 | 1/2                  | 免疫チェックポイント阻害因子の発見とがん治療への応用                     | |

### 文学賞
| 受賞年 | 名前／受賞者の貢献度 | 名前／受賞者の貢献度 | 学歴／受賞理由                                     |
| ------ | -------------------- | --- | -------------------------------------------------- |
| 1968年 |                      | 川端康成 | 東京帝国大学文学部国文科卒、文学士（東京帝国大学） |
| 1968年 | 1/1                  | 『伊豆の踊子』『雪国』など、日本人の心情の本質を描いた、非常に繊細な表現による叙述の卓越さに対して。                                                                                       |                                                    |
| 1994年 |                      | 大江健三郎 | 東京大学文学部仏文科卒、文学士（東京大学）         |
| 1994年 | 1/1                  | 『個人的な体験』『万延元年のフットボール』など、詩趣に富む表現力を持ち、現実と虚構が一体となった世界を創作して、読者の心に揺さぶりをかけるように現代人の苦境を浮き彫りにした功績に対して。 |                                                    |

### 平和賞
| 受賞   | 名前／受賞者の貢献度 | 名前／受賞者の貢献度 | 学歴／受賞理由                               |
| ------ | -------------------- | -------------------- | -------------------------------------------- |
| 1974年 |                      | 佐藤栄作             | 東京帝国大学法学部卒、法学士（東京帝国大学） |
| 1974年 | 1/2                  | 非核三原則の提唱。   |                                              |

### 経済学賞
2024年現在、ノーベル経済学賞を受賞した日本人はいない。

## 日本の受賞団体

### 平和賞
| 受賞   | 名前／受賞団体の貢献度     | 種類/受賞理由                                                                                         |
| ------ | -------------------------- | --- |
| 2024年 | 日本原水爆被害者団体協議会 | 平和団体                                                                                              |
| 2024年 | 1/1                        | 核兵器のない世界を実現するための努力と核兵器が2度と使用されてはならないことを証言によって示してきた。 |

## 日本出身の受賞者
日本出身（外地を除く）で受賞時外国籍の受賞者

### 物理学賞
| 受賞年 | 名前／受賞者の貢献度                                               | 名前／受賞者の貢献度 | 学歴／受賞理由／日本との関係                                     |
| ------ | ------------------------------------------------------------------ | --- | ---------------------------------------------------------------- |
| 2008年 |                                                                    | 南部陽一郎 | 東京帝国大学理学部卒、理学博士（東京大学）                       |
| 2008年 | 素粒子物理学における自発的対称性の破れの発見。                     | 南部陽一郎 |                                                                  |
| 2008年 | 1/2                                                                | 福井県福井市にて生まれ育ち、東京帝国大学を卒業、東京大学で理学博士号取得。ノーベル賞として評価された研究は渡米後のものだが日本国籍の時のものである。その後1970年に49歳でアメリカ国籍を取得した際に日本国籍を失っており、受賞時にはアメリカ国籍。晩年はイリノイ州シカゴだけでなく大阪府豊中市の自宅にも居住していた。 |                                                                  |
| 2014年 |                                                                    | 中村修二 | 徳島大学工学部卒、博士（工学）（徳島大学）                       |
| 2014年 | 高輝度で省電力の白色光源を可能にした青色発光ダイオードの発明。     | 中村修二 |                                                                  |
| 2014年 | 1/3                                                                | 愛媛県西宇和郡瀬戸町（現：伊方町）生まれの大洲市出身（小学校時代に転居）。徳島大学工学部を卒業後、同大学大学院工学研究科修士課程修了。1994年になって徳島大学で博士（工学）の学位を取得。徳島県阿南市の日亜化学工業社員時代に青色発光ダイオードの開発を社長に直訴し、1993年に世界に先駆けて高輝度青色LEDを発明、実用化した。1999年に同社を退職し、2000年にカリフォルニア大学サンタバーバラ校教授に就任。アメリカで研究を続ける都合により、米国籍を取得。 |                                                                  |
| 2021年 |                                                                    | 真鍋淑郎 | 旧制大阪市立医科大学進学、東京大学理学部卒、理学博士（東京大学） |
| 2021年 | 気候の物理的モデリング、気候変動の定量化、地球温暖化の確実な予測。 | 真鍋淑郎 |                                                                  |
| 2021年 | 1/4                                                                | 愛媛県宇摩郡新立村（現：四国中央市新宮町）生まれ。東京大学理学部を卒業後、1958年同大大学院博士課程修了、「凝結現象の綜観的研究」で理学博士。同年アメリカ国立気象局（現：アメリカ海洋大気庁）に入り、後に主任研究員。後にアメリカ合衆国国籍を取得。1968年からプリンストン大学客員教授を兼任し、1997年帰国、科学技術庁地球フロンティア研究システム地球温暖化予測研究領域長に就任。その後2001年に再渡米し、プリンストン大学研究員に転じた。                |                                                                  |

### 文学賞
| 受賞年 | 名前／受賞者の貢献度                                                                                       | 名前／受賞者の貢献度 | 学歴／受賞理由／日本との関係                   |
| ------ | --- | --- | ---------------------------------------------- |
| 2017年 | | カズオ・イシグロ | ケント大学卒、M.A.（イースト・アングリア大学） |
| 2017年 | 感情に強く訴える小説群により、世界とつながっているという我々の幻想に潜む深淵を明るみに出したことに対して。 | カズオ・イシグロ |                                                |
| 2017年 | 1/1 | 長崎県長崎市で生まれる。漢字表記は石黒一雄。1960年、海洋学者の父が北海で油田調査をすることになり、一家でイギリスのサリー州ギルドフォードに移住、1978年、ケント大学英文学科卒業。1980年、イースト・アングリア大学大学院創作学科でMaster of Artsを取得。1983年、イギリスに帰化。 |                                                |

## 日本にゆかりのある受賞者

### 化学賞
| 受賞年 | 名前／受賞者の貢献度                                                     | 名前／受賞者の貢献度 | 学歴／受賞理由／日本との関係                                   |
| ------ | ------------------------------------------------------------------------ | --- | -------------------------------------------------------------- |
| 1986年 |                                                                          | 李遠哲 | 国立台湾大学卒、Ph.D.（カリフォルニア大学バークレー校）        |
| 1986年 | 化学反応の素過程についての研究。                                         | 李遠哲 |                                                                |
| 1986年 | 1/3                                                                      | 大日本帝国領だった台湾出身の台湾人。幼少時は日本国籍を有し日本語を話した。旧帝国大学の一つ、台北帝国大学を前身とする国立台湾大学を卒業後、国立清華大学大学院で学び（指導教授は東京大学の浜口博教授）、カリフォルニア大学バークレー校でPh.D.を取得。 |                                                                |
| 1987年 |                                                                          | チャールズ・ ペダーセン | デイトン大学卒、S.M.（マサチューセッツ工科大学）               |
| 1987年 | 高選択的に構造特異的な相互作用をする分子（クラウン化合物）の開発と応用。 | チャールズ・ ペダーセン |                                                                |
| 1987年 | 1/3                                                                      | 大日本帝国の保護国だった大韓帝国の東萊郡（現在の大韓民国・釜山広域市）にノルウェー人の父と日本人の母との間に生まれ、安井 良男（やすい よしお）という日本名も持つ。8歳まで日本統治時代の朝鮮で育ち、教育を受けるために長崎県を経て、10歳で神奈川県横浜市に移り、18歳まで同市にあるセント・ジョセフ・インターナショナル・カレッジで学んだ後、アメリカに渡った。後にアメリカに帰化した。 |                                                                |
| 2021年 |                                                                          | ベンジャミン・リスト | ベルリン自由大学卒、Ph.D. （フランクフルト・アム・マイン大学） |
| 2021年 | 1/2                                                                      | 化学反応を促す触媒の一種『不斉有機触媒』の開発。 |                                                                |
| 2021年 | 1/2                                                                      | 北海道大学在籍中に受賞。2018年に同大の化学反応創成研究拠点の主任研究者として着任し、2020年からは同大の特任教授。 |                                                                |

## ノーベル賞受賞者の出身大学

### ノーベル賞受賞者の学位取得大学（学位授与数別）
受賞時の博士号取得者は、2019年10月時点で受賞者中23人である。そのうち3人が米国の大学で博士号を取得している。また、3人が日本国外の研究機関在籍中の受賞である。
| 大学名                           | 学士 | 修士 | 博士 | 合計 |
| -------------------------------- | ---- | ---- | ---- | ---- |
| 東京大学                         | 9    | 4    | 8    | 21   |
| 京都大学                         | 8    | 3    | 3    | 14   |
| 名古屋大学                       | 3    | 4    | 5    | 12   |
| 北海道大学                       | 1    | 1    | 1    | 3    |
| 東京科学大学                     | 1    | 1    | 1    | 3    |
| 徳島大学                         | 1    | 1    | 1    | 3    |
| 東北大学                         | 1    | 0    | 0    | 1    |
| 長崎大学                         | 1    | 0    | 0    | 1    |
| 神戸大学                         | 1    | 0    | 0    | 1    |
| 山梨大学                         | 1    | 0    | 0    | 1    |
| 埼玉大学                         | 1    | 0    | 0    | 1    |
| 東京理科大学                     | 0    | 1    | 1    | 2    |
| 大阪大学                         | 0    | 0    | 2    | 2    |
| 大阪公立大学                     | 0    | 0    | 1    | 1    |
| ケント大学                       | 1    | 0    | 0    | 1    |
| イースト・アングリア大学         | 0    | 1    | 0    | 1    |
| ペンシルベニア大学               | 0    | 0    | 1    | 1    |
| ロチェスター大学                 | 0    | 0    | 1    | 1    |
| カリフォルニア大学サンディエゴ校 | 0    | 0    | 1    | 1    |
| 合計                             | 29   | 16   | 26   | 71   |

- 東京大学、京都大学、大阪大学、長崎大学はそれぞれ東京帝国大学、京都帝国大学、大阪帝国大学、長崎医科大学附属専門部を含む。
- 小柴昌俊はロチェスター大学（課程博士：Ph.D）[37]と東京大学（理学博士・論文博士）[38]から博士号を授与されているため、人数が重複している。
- 大村智は東京大学（薬学博士・論文博士）[39]と東京理科大学（理学博士・論文博士）[40]から博士号を授与されているため、人数が重複している。
- 日本の大学の場合、学士の学位はすべて国立大学から授与されている。私立大学では大村智が修士と博士のみ東京理科大学である。
- 山中伸弥は大阪府立大学と統合する前の大阪市立大学大学院医学研究博士課程修了であり、現在の大阪公立大学である。
- ノーベル賞受賞を受け、田中耕一には東北大学から名誉博士の称号が贈られている[41]。
- 大学名の太字は旧帝国大学である。
- 白川英樹は東京医科歯科大学と統合する前の東京工業大学にて学士、修士、博士の学位を取得している。

## ノーベル賞受賞者の出身高校
江崎玲於奈、野依良治以外は全員、国公立高校出身である。
| 受賞年 | 受賞者     | 分野         | 出身高校                           | 高校の所在県 | 国公私立 |
| ------ | ---------- | ------------ | ---------------------------------- | ------------ | -------- |
| 1949年 | 湯川秀樹   | 物理学       | （旧制）京都府立京都第一中学校     | 京都         | 公立     |
| 1965年 | 朝永振一郎 | 物理学       | （旧制）京都府立京都第一中学校     | 京都         | 公立     |
| 1968年 | 川端康成   | 文学         | （旧制）大阪府立茨木中学校         | 大阪         | 公立     |
| 1973年 | 江崎玲於奈 | 物理学       | （旧制）同志社中学校               | 京都         | 私立     |
| 1974年 | 佐藤栄作   | 平和         | （旧制）山口県立山口中学校         | 山口         | 公立     |
| 1981年 | 福井謙一   | 化学         | （旧制）大阪府立今宮中学校         | 大阪         | 公立     |
| 1987年 | 利根川進   | 生理学・医学 | 東京都立日比谷高等学校             | 東京         | 公立     |
| 1994年 | 大江健三郎 | 文学         | 愛媛県立松山東高等学校             | 愛媛         | 公立     |
| 2000年 | 白川英樹   | 化学         | 岐阜県立高山高等学校               | 岐阜         | 公立     |
| 2001年 | 野依良治   | 化学         | 灘高等学校                         | 兵庫         | 私立     |
| 2002年 | 小柴昌俊   | 物理学       | （旧制）神奈川県立横須賀中学校     | 神奈川       | 公立     |
| 2002年 | 田中耕一   | 化学         | 富山県立富山中部高等学校           | 富山         | 公立     |
| 2008年 | 下村脩     | 化学         | （旧制）長崎県立諫早中学校         | 長崎         | 公立     |
| 2008年 | 南部陽一郎 | 物理学       | （旧制）福井県立福井中学校         | 福井         | 公立     |
| 2008年 | 小林誠     | 物理学       | 愛知県立明和高等学校               | 愛知         | 公立     |
| 2008年 | 益川敏英   | 物理学       | 名古屋市立向陽高等学校             | 愛知         | 公立     |
| 2010年 | 根岸英一   | 化学         | 神奈川県立湘南高等学校             | 神奈川       | 公立     |
| 2010年 | 鈴木章     | 化学         | 北海道苫小牧東高等学校             | 北海道       | 公立     |
| 2012年 | 山中伸弥   | 生理学・医学 | 大阪教育大学附属高等学校天王寺校舎 | 大阪         | 国立     |
| 2014年 | 中村修二   | 物理学       | 愛媛県立大洲高等学校               | 愛媛         | 公立     |
| 2014年 | 天野浩     | 物理学       | 静岡県立浜松西高等学校             | 静岡         | 公立     |
| 2014年 | 赤﨑勇     | 物理学       | （旧制）鹿児島県立第二鹿児島中学校 | 鹿児島       | 公立     |
| 2015年 | 大村智     | 生理学・医学 | 山梨県立韮崎高等学校               | 山梨         | 公立     |
| 2015年 | 梶田隆章   | 物理学       | 埼玉県立川越高等学校               | 埼玉         | 公立     |
| 2016年 | 大隅良典   | 生理学・医学 | 福岡県立福岡高等学校               | 福岡         | 公立     |
| 2018年 | 本庶佑     | 生理学・医学 | 山口県立宇部高等学校               | 山口         | 公立     |
| 2019年 | 吉野彰     | 化学         | 大阪府立北野高等学校               | 大阪         | 公立     |
| 2021年 | 眞鍋淑郎   | 物理学       | （旧制）愛媛県立三島中学校         | 愛媛         | 公立     |

## 受賞に関わった人物

### 平和賞
- 広島市出身の被爆者であるサーロー節子は、2017年12月のノーベル平和賞授賞式において、団体として受賞したICAN（核兵器廃絶国際キャンペーン）の事務局長であるベアトリス・フィンとともに記念のメダルと賞状を受け取り、受賞講演を行った[5][6][7][8]。
- 横山正松（新潟県小千谷市出身・旧制新潟医科大学卒、現新潟大学医学部、福島県立医科大学教授）は、核戦争防止国際医師会議が1985年にノーベル平和賞を受賞した際に、代表者の一人として氏名が記載されている[42]

## 受賞を逃した人物
日本人としては、第1回から北里柴三郎や野口英世などが候補に挙がっていたが、受賞者には選ばれなかった。北里に至っては、共同研究者であったベーリングが受賞したにも拘らず、抗毒素という研究内容を主導していた北里が受賞できないという逆転現象が起こっていた。
山極勝三郎と市川厚一は、ウサギの耳にコールタールを塗布し続け、1915年に世界初の人工癌発生に成功したが、1926年のノーベル賞は癌・寄生虫起源説のヨハネス・フィビゲルに授与された。現在フィビゲルが提唱した癌・寄生虫起源説は誤りであると考えられている。
世界初のビタミンB1単離に成功した鈴木梅太郎は、ドイツ語への翻訳で「世界初」が誤って記されなかったため注目されず、1929年のノーベル賞を逃した。
脊髄副交感神経の発見で1930年代に6度ノーベル賞候補となるも受賞を逃した呉建について、国連大使を歴任した松平康東は、当時日本が枢軸国であったことから受賞に至らなかったとしている。
1970年に大澤映二・北海道大学理学部化学第二学科助教授（当時）はフラーレン (fullerene C60) の存在を理論的に予言したものの、肝心の論文を日本語でのみ発表しており英文では発表していなかったため、1996年のノーベル賞を逃した。この顛末は当時の『ネイチャー』（第384号、96年12月26日発売）にも掲載された。
1998年、スーパーカミオカンデでニュートリノ振動を確認し、ニュートリノの質量がゼロでないことを世界で初めて示した戸塚洋二も有力なノーベル賞候補と目されていたが、2008年に死去した。彼の後輩で教え子でもある梶田隆章が2015年に物理学賞を受賞した際には、もし戸塚が生きていれば共同受賞は確実だったと惜しまれた。
文学賞では、読売新聞が2012年3月にノーベル委員会のペール・ベストベリー委員長に取材し、「安部公房は急死しなければ、ノーベル文学賞を受けていたでしょう。非常に、非常に近かった」「三島由紀夫は、それ（安部）ほど高い位置まで近づいていなかった。井上靖が、非常に真剣に討論されていた」といったコメントを得たことを報じた。このコメントと後述の守秘義務との関連は不明である。ドナルド・キーンは、ベストベリー委員長が三島由紀夫について、安部ほどは受賞に近づいていなかったと指摘したことについては、「スウェーデン人で国連事務総長を務めたダグ・ハマーショルドが『金閣寺』を高く評価することをスウェーデン・アカデミーに伝えており、その推薦は軽視されないということだった。受賞に大変近かったはずだ」と同記事内で述べている。2014年1月3日、三島由紀夫が1963年度のノーベル文学賞の有力候補6人の中に入っていたことが公式発表された。6人の中には、三島の他にサミュエル・ベケットらがおり、その後3人に絞り込まれた際に三島は外れた。1963年度の選考資料によると、委員会がドナルド・キーンに日本の作家についての評価を求めていたことが分かった。当時キーンは、実績を重視し、年齢順に「谷崎潤一郎（76歳）、川端康成（63歳）、三島由紀夫（38歳）」の順で推薦したが、本心では「三島が現役の作家で最も優れている」と思っていたとし、それでも三島よりも谷崎と川端を高く評価したのは、年功序列を意識する日本社会に配慮したからだと説明して、「日本人の中には三島はまだ若いと考える人もいて、もし谷崎と川端を差し置いて受賞すれば、日本の一般市民は奇妙に感じるのではないかと考えた」と2015年4月に明らかにした。
ほかに、2006年頃から、作家の村上春樹がノーベル文学賞の有力候補としてブックメーカーなどの予想に取り上げられ、しばしばメディアにも取り上げられており、2013年の発表時には、産経新聞が村上の受賞時に発行する号外の予定稿を誤ってインターネットに掲載してしまうという事態も生じたが、2024年現在、受賞していない。

### ノーベル賞候補者となった人物
ノーベル賞の候補者や選考過程は50年間の守秘義務があり、2025年現在ノーベル財団のウェブサイトでは、賞により以下の年度まで候補者が公表されている。
- 生理学・医学賞 - 1953年
- 物理学賞および化学賞、文学賞、平和賞 - 1974年

#### ノーベル物理学賞
ノーベル物理学賞では、本多光太郎が1932年の候補に日本人初の候補者に挙がっている。このほか、西島和彦（1960年 - 1961年、1964年、1966年 - 1970年）、中野董夫（1961年、1970年）、大貫義郎（1965年 - 1966年）、福井崇時（1966年）、宮本重徳（1966年）、梅澤博臣（1968年）、久保亮五（1970年、1973年、1974年）、林忠四郎（1972年）、近藤淳（1972年、1974年）などがいる。
彼ら以外に坂田昌一は1969年にノーベル物理学賞候補者となっていたと長く考えられていたが、選考から50年を経過後にノーベル賞委員会が公表した同年の候補者リストには坂田の名はなく、没年となった翌1970年に湯川秀樹の推薦で西島和彦・中野董夫とともに候補となったのが唯一のノミネートだった。

#### ノーベル化学賞
ノーベル化学賞では、1911年に秦佐八郎が日本人初の候補者に挙がっている。このほか、鈴木梅太郎（1936年）、朝比奈泰彦（1951年 - 1952年）、油脂化学を専門とした外山修之（1958年）、水島三一郎（1962年、1964年、1967年、1968年、1970年、1971年）、九州大学名誉教授の山藤一雄（1964年）、野副鉄男（1970年 - 1974年）、江橋節郎（1971年）、早石修（1972年 - 1974年）、田丸謙二、(1973年）、梅澤博臣（1973年）などがいる。

#### ノーベル生理学・医学賞
ノーベル生理学・医学賞では、1901年に北里柴三郎が日本人初の候補者に挙がっている。このほか、秦佐八郎（1912年 - 1913年）、野口英世（1913年 - 1915年、1920年 - 1921年、1924年 - 1927年）、鈴木梅太郎（1914年）、1919年に稲田龍吉と井戸泰が共同候補者となり、山極勝三郎（1925年 - 1926年、1928年、1936年）、加藤元一（1928年、1935年、1937年）、呉建（1931年、1933年、1935年 - 1937年、1939年）、佐々木隆興（1935年 - 1936年、1939年、1941年）、市川厚一（1936年）、久野寧（1936年、1938年、1953年）、当時の京城医学専門学校の教授だった挟間文一（1938年）、石原誠（1939年）、鳥潟隆三（1939年）、大阪大学名誉教授の黒津敏行（1952年）、勝沼精蔵（1953年）などがいる。

#### ノーベル文学賞
ノーベル文学賞では、賀川豊彦が1947年・1948年の2度候補に挙がっている。2009年、朝日新聞がノーベル財団に50年以上経過した過去の情報公開を請求した結果、賀川の後は1958年に谷崎潤一郎と西脇順三郎が候補となっていたことが確認された。さらに、谷崎と西脇は1960年から1962年にも候補者となっていたことが、公開された日本の外務省公電からの間接的な形で2010年に研究者によって確認され、2013年に読売新聞によるスウェーデン・アカデミーへの情報公開請求の結果としても裏付けられた。また、同じ情報公開請求では1968年に受賞した川端康成が、1961年と1962年に候補者となっていたことも明らかになった。後述する2014年の資料公開で、川端・谷崎・西脇の3人は1963年にも候補者となっていたことが判明している。2015年1月、共同通信社の資料公開請求に基づく開示により、1964年度も前年同様に谷崎・川端・西脇・三島の4人がノミネートされ、そのうち谷崎潤一郎は1960年度に続き最終選考6人の中に含まれていたことが明らかになった。2016年1月にはやはり共同通信社の資料公開請求に基づく開示で1965年度についてはこの年7月に亡くなった谷崎を含む前年と同じ4人がノミネート対象となり、スウェーデンアカデミーは「谷崎亡き後、川端が日本人候補者の中で最有力だ」としたものの、日本人4人は最終選考に残っていなかったことが明らかにされた。2017年1月、読売新聞による資料公開請求に基づく開示で、1966年度は川端と西脇が候補となり、川端はノミネート以来初めて最終選考対象6人に残っていたことが明らかになった。この年の選考に際しては伊藤整が意見書を寄せていたことも判明している。川端が受賞した翌年の1969年には井上靖が候補に挙げられたことが判明している。1970年には伊藤整と石川達三が
候補に挙がっていた（推薦者は芹沢光治良）。

#### ノーベル平和賞
ノーベル平和賞では、1909年に有賀長雄が日本人初の候補者に挙がっている。渋沢栄一（1926年 - 1927年）、賀川豊彦（1954年 - 1956年、1960年）、岸信介（1960年）、鈴木大拙（1963年）、吉田茂（1965年 - 1966年）、湯川秀樹（1966年）が候補となっていたことがノルウェー・ノーベル委員会の公表した資料により明らかになっており、吉田については関係者の残した手記などから1967年にも推薦が行われたとみられていた。2018年1月にノーベル財団がウェブサイトに公表した1967年度の候補者リストに吉田の名前があり（推薦者は栗山茂ら）、推測が裏付けられた。
日本にゆかりのある候補者としてはリヒャルト・クーデンホーフ＝カレルギーがいる。カレルギーは東京生まれで、母は日本人のクーデンホーフ光子。日本人名として青山 栄次郎（あおやま えいじろう）の名を持っていた。汎ヨーロッパ連合主宰者として汎ヨーロッパ主義（パン・ヨーロッパ主義）を提唱し、それは後世の欧州連合構想の先駆けとなった。そのため欧州連合の父の一人に数えられる。何度もノーベル平和賞の候補に挙がっていたものの、受賞を逸している。

## 日本における賞金にかかる所得税の扱い
日本人がノーベル賞受賞に際して受け取った賞金は、所得税法第9条第1項第13号ホに基づき、ノーベル経済学賞を除き非課税となる（「ノーベル基金から支出される賞金」と規定されており、スウェーデン国立銀行から賞金が支出される経済学賞は、同号の対象外で、同法第9条第1項第13号ヘの財務大臣の指定 も受けていないため課税対象となる）。
これは湯川秀樹がノーベル賞を受賞した時、賞金に課税されることに世論の反発が起こり、1949年11月24日に、「贈与（個人からの贈与及び個人以外のものからの贈与のうち、学術、技芸、慈善その他文化的又は社会的貢献を表彰するものとして交付する報奨金品）を非課税とする」と所得税法が改正された結果である。